# الأمانة العامة للزراعة والأراضي والتنمية الحضرية (المكسيك)
الأمانة العامة للزراعة والأراضي والتنمية الحضرية (بالإسبانية: Secretaría de Desarrollo Agrario, Territorial y Urbano) هي وكالة مجلس الوزراء في المكسيك المسؤولة عن الزراعة والتنمية الحضرية وفضاء المعيشة.

## التاريخ
تم إنشاء الأمانة العامة للزراعة والأراضي والتنمية الحضرية من خلال إصلاحات للقانون الأساسي للإدارة العامة الفيدرالية التي صدرت في 2 يناير 2013. مع إنشائها تم حل أمانة الإصلاح الزراعي.
تشمل الوكالات الفرعية معهد الصندوق القومي لإسكان للعمال والصندوق الوطني لإسكان العمال.